# Airbus Beluga
O Airbus A300-600ST (Super Transporter) ou Beluga é um avião cargueiro, desenvolvido com base no Airbus A300, capaz de transportar seções de fuselagem de outros aviões e grandes cargas. Entretanto, devemos mencionar que, uma vez que sua capacidade máxima de carga é de apenas 47 toneladas, ele leva carregamentos grandes em volume, nem tanto em peso.
A versão cargueira com grande capacidade volumétrica do Airbus A300-600 foi projetada para substituir os antigos e obsoletos Super Guppy da Aero Spacelines. Estes aviões foram, até a entrada em operação dos "Beluga" (como foram apelidados os A300-600ST) utilizados pela Airbus para transportar asas e fuselagens de suas aeronaves entre as fábricas situadas na Alemanha, França, Reino Unido e Espanha. O desenvolvimento do A300-600ST foi iniciado em agosto de 1991 e apenas três anos depois o primeiro protótipo fazia seu roll-out em Toulouse. O primeiro voo, em setembro de 1994, deu início ao processo de homologação, recebida em meados de 1995 após 400 voos de teste. A primeira unidade, o antigo protótipo, entrou em operação na Airbus em janeiro de 1996. A entrega da quarta unidade ocorreu em junho de 1998, quando finalmente os Super Guppy foram aposentados.
Essencialmente baseado no A300-600, possui a mesma asa, motores, a fuselagem inferior, trem de pouso principal e cabine de comando. A principal mudança é a enorme fuselagem, equipada com uma porta tipo "clamshell" na frente, que obrigou um reposicionamento do cockpit. A cauda também foi modificada, com a utilização de pequenos estabilizadores verticais instalados nos horizontais. Entretanto, o estabilizador vertical original foi mantido. O leme ficou apenas no estabilizador vertical principal.
O controle e gerenciamento da frota de Belugas é feito pela SATIC, uma empresa formada em parceria entre a Aérospatiale e a DASA. Além de realizar o transporte de partes para a Airbus, a SATIC também oferece a grande capacidade volumétrica do avião (1400m3) para o transporte de cargas volumosas, o que acabou justificando a introdução em serviço de uma quinta aeronave, incorporada à frota em 2000.

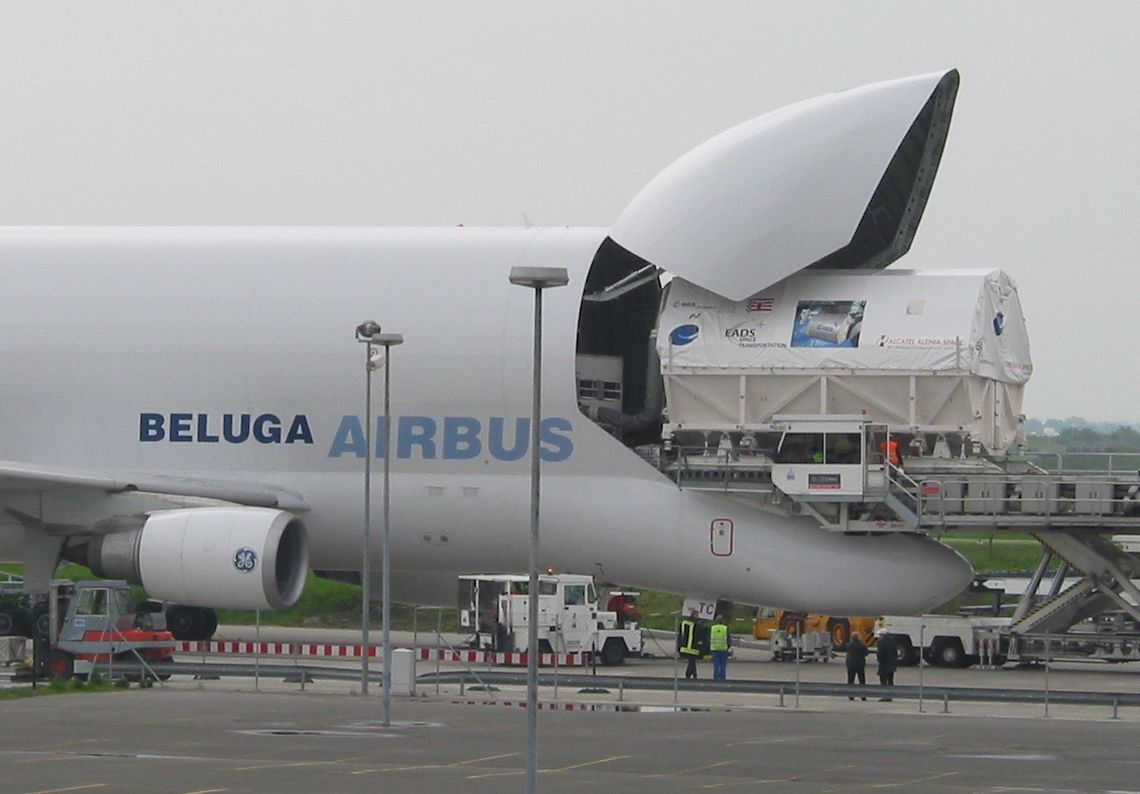
Airbus Beluga sendo carregado com o módulo espacial Columbus
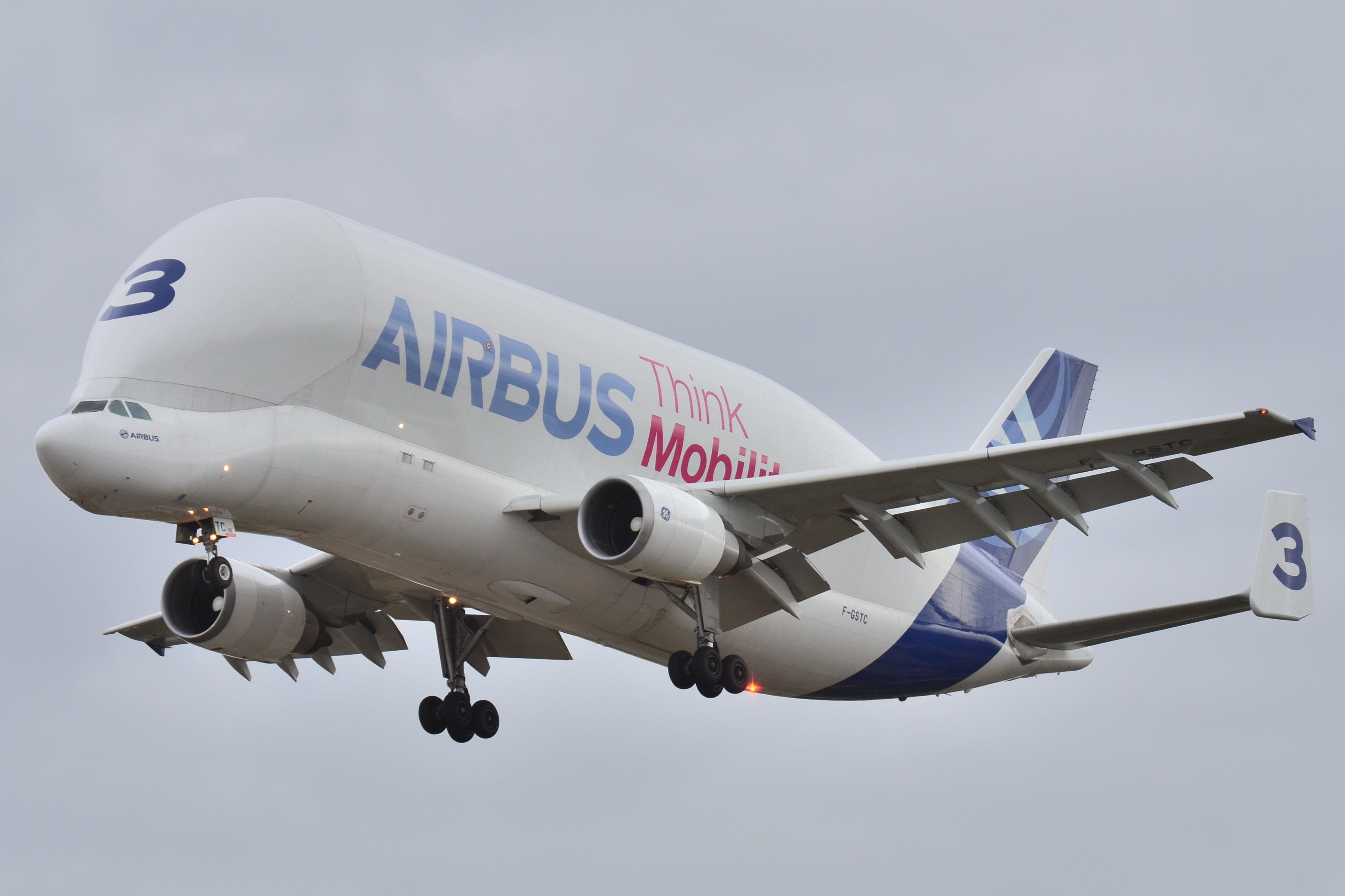
Beluga aterrissando em Toulouse.
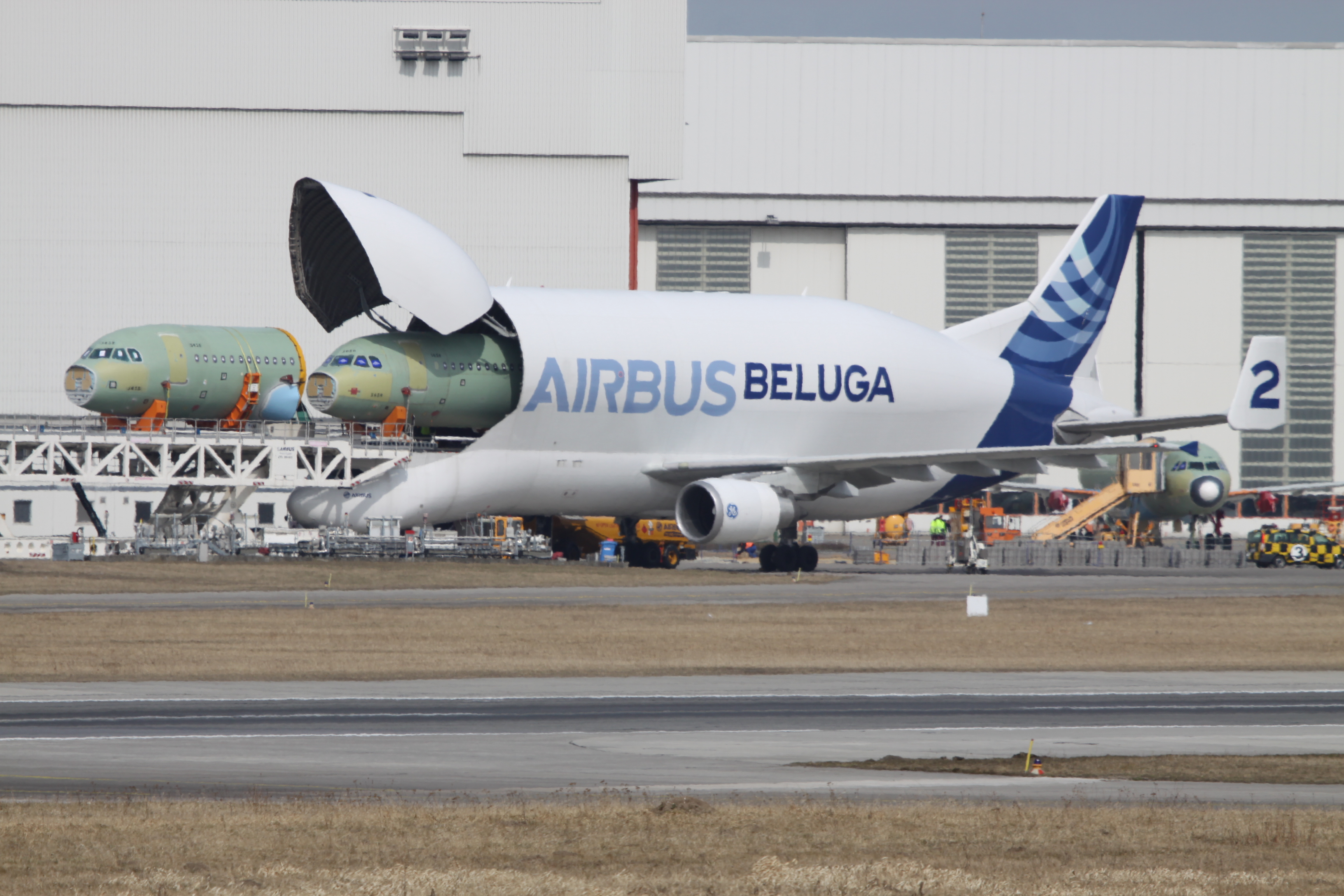
Beluga em Hamburg Finkenwerder, descarregando fuselagens de nariz de outro modelo.
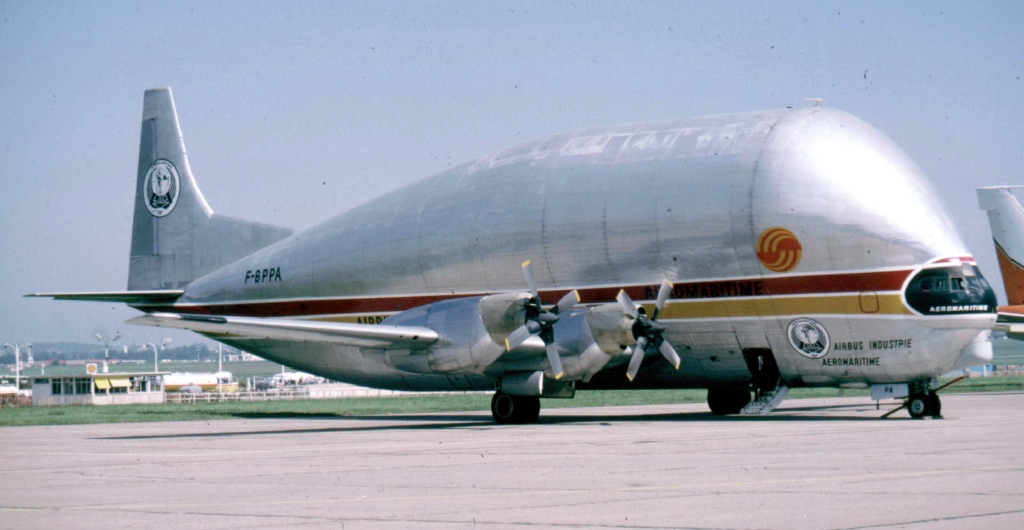
O Super Guppy F-BPPA que foi substituído pelo Beluga.

## Alguns Detalhes Técnicos
- O avião utiliza dois motores, modelo GE CF6-80C2A8 fabricados pela GE. Esse motor trabalha com empuxos de até 119 ou 120 kN.
- A aeronave é capaz de decolar com uma carga útil de 47 toneladas. Nesse caso, ele tem uma autonomia de voo de 1666 km, aproximadamente. Com uma carga de 40 toneladas, a autonomia aumenta para 2667 km. Com 27 toneladas, ele pode voar 4632 km sem reabastecer. E com carga zero, a autonomia vai para 6482 km.

- Outras medidas desse avião são:

| Dimensão e Capacidades de Avião | Medida                         |
| ------------------------------- | ------------------------------ |
| Velocidade máxima (em Mach)     | 0,82                           |
| Área de asa                     | 122,4 metros quadrados         |
| Diâmetro da fuselagem           | 7,31 metros                    |
| Largura máxima da cabine        | 3,7 metros                     |
| Comprimento da cabine           | 37,7 metros                    |
| Distância entre eixos           | 11,05 m                        |
| Peso máximo de decolagem        | 155 toneladas                  |
| Peso máximo de pouso            | 140 toneladas                  |
| Peso máximo sem combustível     | 133,5 toneladas                |
| Capacidade de combustível       | 23,860 (32,250)(34,430) Litros |

- Uma curiosidade: as lâmpadas dentro do compartimento de carga geralmente ficam no chão. Aliás, o único equipamento dentro do compartimento de carga que não fica no chão é o de abertura da porta.
- Outra curiosidade: Apesar de o fato de o volume todo interior do compartimento de carga poder ser utilizado ser verdadeiro, esse avião possui uma desvantagem; ele precisa de rampas especiais para ser carregado e descarregado. Diferentemente do que acontece com aviões como o C-5 Galaxy ou o Antonov An-124, essas rampas têm que ficar no chão.